# Universidade Castelo Branco
A Universidade Castelo Branco é uma instituição privada de ensino superior brasileira, sediada na cidade do Rio de Janeiro. Fundada em 1973, com a criação da Faculdade de Educação, Ciências e Letras Marechal Castelo Branco, em outubro daquele ano, e da Faculdade de Educação Física da Guanabara, no mês seguinte. É referência em Educação Física no município, e vem se consolidando como a universidade da saúde da Zona Oeste. 
Atualmente, a UCB conta com dois campi, nos bairros Realengo e Penha, sendo o primeiro a unidade matriz e responsável pela administração da universidade.

## História
A trajetória da Universidade Castelo Branco está entrelaçada à história recente da Zona Oeste, principalmente de Realengo. As origens da UCB remontam ao ano de 1962, quando dois jovens professores, Paulo Antonio Musa Gissoni e Vera Costa Gissoni, recém-casados e recém-chegados de Belo Horizonte ao Rio de Janeiro, fundam no bairro um curso preparatório que no ano seguinte daria origem a uma pequena escola primária e, mais tarde, ao Colégio Gissoni.  
A fase embrionária da UCB tem início em março de 1971, com a criação do Centro de Estudos Universitários Paulo Gissoni, instalado na Av. Santa Cruz, 1.631, onde hoje está localizado o campus Realengo. Os primeiros cursos superiores são autorizados a funcionar com a criação da Faculdade de Educação, Ciências e Letras Marechal Castelo Branco, no dia 9 de outubro de 1973, e da Faculdade de Educação Física da Guanabara, no sétimo dia do mês seguinte.
Três anos mais tarde, as duas instituições passam a constituir as Faculdades Integradas Castelo Branco (FICAB), dando início ao desenvolvimento das instalações na Zona Oeste. Até o final da década de 1980, outros cursos juntam-se aos já tradicionais Letras e Educação Física, incluindo Matemática, Pedagogia, Fisioterapia, Serviço Social, Administração e Informática. 

Focada em oferecer o ensino como empenho universal e em fomentar o desenvolvimento do estado por meio de uma formação acadêmica robusta e de qualidade, a família Gissoni inicia em 1990 o processo de transformação das FICAB para a criação da Universidade Castelo Branco. A instalação oficial da UCB acontece no dia 4 de janeiro de 1995, após a publicação da Portaria Ministerial n.º 1834 no Diário Oficial da União, em 29 de dezembro de 1994. Com isso, novos blocos são erguidos na sede da instituição, outros cursos passam a ser incorporados e ocorre a expansão da universidade para outras áreas da cidade.